# Dariusz Wnuk
Dariusz Wnuk (ur. w 1977 w Warszawie) – polski aktor telewizyjny i teatralny.

## Kariera
W 1997 roku ukończył Technikum Elektroniczne w Zespole Szkół nr 1 w Żyrardowie. W 2001 roku otrzymał dyplom ukończenia Akademii Teatralnej w Warszawie. Występował w teatrach: Ateneum im. Stefana Jaracza w spektaklach: Oczy wielkiego miasta Kurta Tucholsky'ego w reż. Agnieszki Glińskiej (2003) i Zbrodnia i kara Fiodora Dostojewskiego w reż. Barbary Sass (2006) oraz Na Woli im. Tadeusza Łomnickiego w tragedii Williama Shakespeare’a Król Lear w reż. Andrieja Konczałowskiego (2006) z tytułową kreacją Daniela Olbrychskiego.
Szerokiej publiczności występował w roli neurotycznego, nadwrażliwego i niepełnosprawnego Łukasza Dunina, syna Pawła (Krzysztof Stelmaszyk), zmarłego tragicznie byłego redaktora naczelnego gazety „Samo Życie”, mającego za sobą dwie próby samobójcze, który nie potrafi pogodzić się ze swoim inwalidztwem (porusza się na wózku) w serialu Polsatu Samo życie (2002–2010). Na kinowym ekranie wystąpił po raz pierwszy w roli żołnierza w komedii Rób swoje, ryzyko jest twoje (2002) u boku Olafa Lubaszenki, Michała Milowicza, Anny Przybylskiej i Cezarego Morawskiego. Zagrał także w komediodramacie Ryszarda Brylskiego Żurek (2003) z Katarzyną Figurą i Zbigniewem Zamachowskim.

## Informacje dodatkowe
- Ma 177 cm wzrostu.
- Zna język niemiecki.

## Filmografia

### Filmy kinowe
- 2002: Rób swoje, ryzyko jest twoje jako Żołnierz na pokazie filmu
- 2003: Żurek jako Żołnierz
- 2009: Generał Nil jako Woźniak
- 2010: Randka w ciemno jako Damian

### Seriale TV
- 2000: Klan jako kolega Daniela i Agaty
- 2000-2001: Adam i Ewa jako kasjer w banku
- 2002-2010: Samo życie jako Łukasz Dunin
- 2007: Kryminalni – odcinek pt. Wolontariuszka (69) jako oszust Łukasz
- 2011: Ranczo - odcinek 57 jako Jarosław Rembik
- 2011: Ojciec Mateusz jako dziennikarz Grzegorz Kowal (odc. 96)
- 2011: Na dobre i na złe jako Jurek Akuła
- 2011: Hotel 52 jako Marek Domagała
- 2012: Hotel 52 jako radca prawny Polfly
- 2012: Czas honoru jako żołnierz amerykański (odc. 53)
- 2012: M jak miłość jako Michał Ozon
- 2012: Prawo Agaty jako radca prawny (odc. 1)
- 2012: Misja Afganistan jako ratownik Dariusz Skiba (odc. 6)
- od 2016: Na Wspólnej jako Robert Tadeusiak
- 2016: Bodo jako Herc, producent filmowy (odc. 4, 7 i 8)

### Filmy krótkometrażowe
- 2004: Do potomnego jako młody Witold Zalewski